# 石川県道197号寺中西金沢線
石川県道197号寺中西金沢線（いしかわけんどう197ごう じちゅうにしかなざわせん）は、石川県金沢市寺中町と同市西金沢3丁目を結ぶ一般県道（石川県道）である。

## 路線概要
- 起点：石川県金沢市寺中町ロ24番1地先（＝寺中西交差点・石川県道17号金沢港線交点）
- 終点：石川県金沢市西金沢三丁目152番地先（＝石川県道195号倉部金沢線交点）

金沢市金石地区から、犀川、伏見川、木呂川に沿って上流へのぼり、同市西金沢・西南部地区を結ぶ。
起点の金沢市寺中西交差点から南下。二ツ寺橋で犀川左岸に渡り、堤防上を進む。古府西交差点 - 古府東交差点で北陸自動車道金沢西IC第2料金所の富山方面出入口、国道8号の下をくぐる。その後、伏見川の左岸に沿うように進み、古府南交差点で石川県道25号金沢美川小松線と交差後、さらに南下、倉庫精練二塚工場前の古府南第三交差点で南東に折れる。そのまま南に進み、天狗中田産業本社・工場を過ぎ終点に至る。

## 歴史
- 1960年（昭和35年）10月15日：路線認定。

## 通過する自治体
- 石川県
  - 金沢市

## 接続道路
- 石川県道17号金沢港線（寺中西交差点・金沢市寺中町：起点）
- 石川県道8号松任宇ノ気線（観音堂町交差点・金沢市観音堂町・観音堂町公園口交差点・同市観音堂町）
- 石川県道196号上安原昭和町線（袋畠交差点・金沢市袋畠町）
- 国道8号（古府交差点・金沢市古府町）
- 北陸自動車道 金沢西IC第2料金所 富山方面入口（古府町交差点・金沢市古府町）
- 石川県道196号上安原昭和町線（伏見川橋詰交差点・金沢市古府2丁目）
- 石川県道25号金沢美川小松線（古府南交差点・金沢市古府2丁目）
- 石川県道195号倉部金沢線（金沢市西金沢3丁目：終点）

## 重複区間
- 石川県道8号松任宇ノ気線（観音堂町交差点・金沢市観音堂町 - 観音堂町公園口交差点・同市観音堂町）
- 石川県道196号上安原昭和町線（袋畠交差点・金沢市袋畠町 - 伏見川橋詰交差点・同市古府2丁目）